# Master/slave

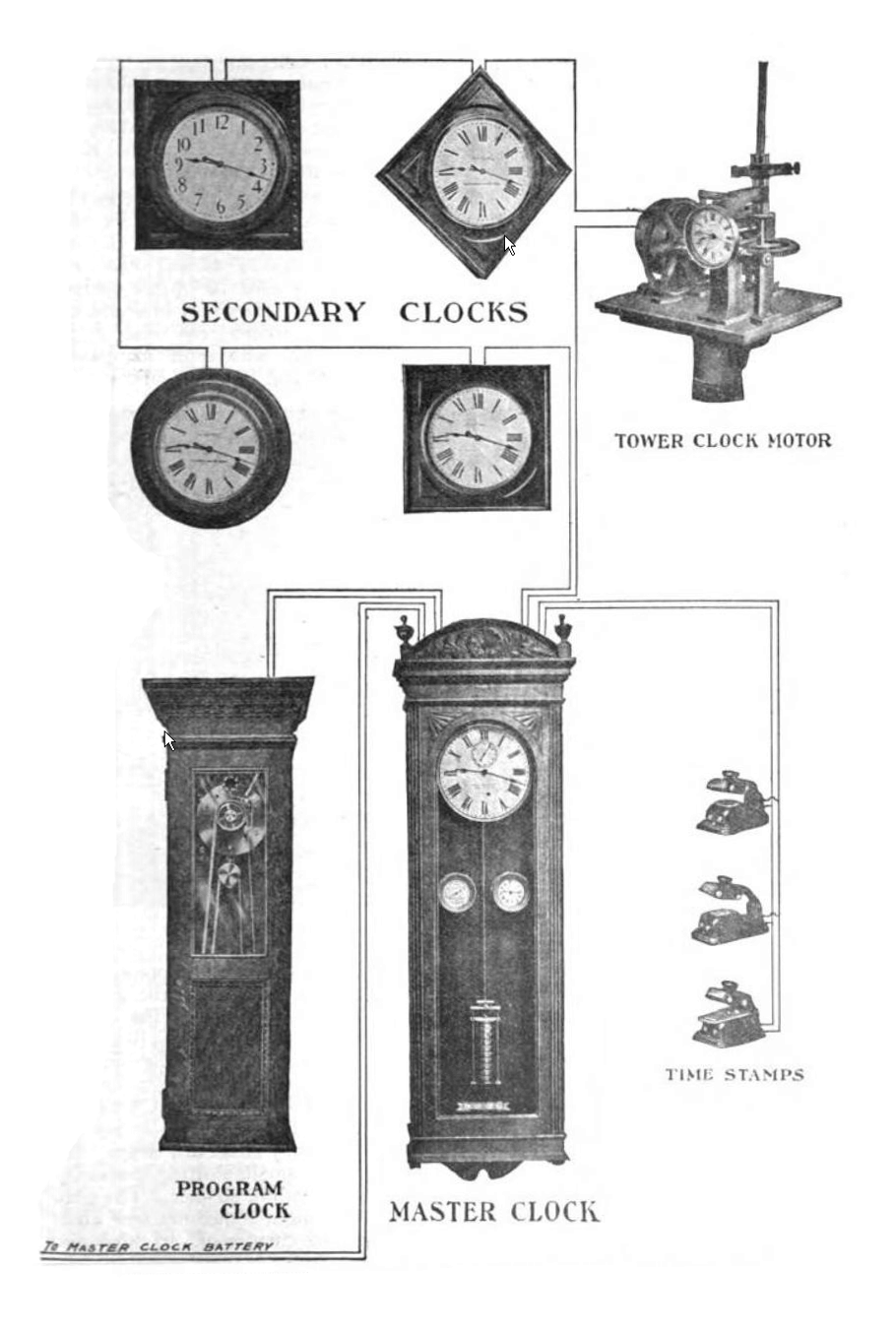
Příklad systému master/slave: synchronizační síť hodin na počátku 20. století, kde hlavní hodiny vydávají elektrické impulsy, které řídí ostatní hodiny.

Master/Slave je v informatice model počítačové komunikace, kdy jedno zařízení nebo jeden proces přebírá jednosměrné řízení nad jedním nebo více zařízeními. U některých systémů je Master zvolen ze skupiny oprávněných zařízení sdílejících s ostatními zařízeními roli Slave.

## Příklady
- V databázových replikacích je Master databáze považována za autoritu a Slave databáze jsou synchronizovány dle Mastera
- Periferní zařízení připojená na sběrnici v počítači
- Železniční lokomotivy spojené za sebou (zatížení pro jednu lokomotivu je příliš velké) mohou působit jako konfigurace Master/Slave s činností všech lokomotiv v roli Slave a první lokomotivy v roli Master
- Duplikace (zdvojení) je často řešeno několika kazetovými nebo CD přehrávači, které jsou spojené dohromady. Řízení od Mastera spouští stejné příkazy na otroky (slaves), takže nahrávka je pořízena současně.
- V uspořádáních paralelních pevných disků ATA jsou termíny Master a Slave použity, ale žádný disk nemá kontrolu nad ostatními. Pojmy Master a Slave rovněž neupřednostňují ve většině situací jeden disk před druhým. „Master“ pouze znamená zařízení 0 a „Slave“ značí zařízení 1.
- U platformy Macintosh režim cílového disku umožňuje počítači pracovat jako externí pevný disk FireWire, v podstatě v režimu Slave. Některé starší Pre-FireWire se podobaly kontroverzním „SCSI Disk Mode“.